# Eupithecia tantilloides
Eupithecia tantilloides är en fjärilsart som beskrevs av Inoue 1958. Eupithecia tantilloides ingår i släktet Eupithecia och familjen mätare. Inga underarter finns listade i Catalogue of Life.